# Squamicornia aequatoriella
Squamicornia aequatoriella es una especie de polilla de la familia Micropterigidae. Fue descrita por Kristensen & Nielsen en 1982. Se conoce de la provincia de Napo, Ecuador.